# Estación Tucumán (Noroeste)
La Estación Tucumán Noroeste fue una estación de ferrocarril de San Miguel de Tucumán, Tucumán, Argentina. Se encontraba sobre la avenida Roca, prestando servicio como terminal del Ramal CC 12 del Ferrocarril Belgrano. En la actualidad en el sitio se halla el Parque El Provincial y el Polo gastronómico y cultural en la vieja estación, sin servicios ferroviarios.

## Servicios
La estación comenzó a construirse en 1885, siendo inaugurada el 8 de septiembre de 1889. Originalmente era operada por el Ferrocarril Noroeste Argentino, hasta que en 1899 es traspasado al Ferrocarril Central Córdoba (actual Ferrocarril Belgrano) y el ramal es renombrado como Ramal CC 12. La estación dejó de operar en 1978, traspasando sus funciones a la Estación Tucumán Norte. En la actualidad funciona en el edificio un polo gastronómico y cultural, remodelado en 2021 tras muchos años abandonado y usurpado.
Actualmente no presta servicios de pasajeros, ni de cargas. Sus vías, que correspondieron al Ramal CC12 del Ferrocarril General Belgrano, fueron levantadas; mientras que los galpones y los andenes fueron demolidos.